# 9981 Kudo
9981 Kudo este un asteroid din centura principală de asteroizi.

## Descriere
9981 Kudo este un asteroid din centura principală de asteroizi. A fost descoperit pe 31 ianuarie 1995 la Ōizumi de Takao Kobayashi. Asteroidul prezintă o orbită caracterizată de o semiaxă mare de 2,68 ua, o excentricitate de 0,03 și o înclinație de 2,5° în raport cu ecliptica.